# Timation
I satelliti Timation sono stati progettati e costruiti dallo United States Naval Research Laboratory a partire dal 1964. La loro funzione era di trasmettere un segnale orario accurato che potesse essere usato da ricevitori a terra per la navigazione.
Il 31 maggio 1967 il satellite Timation-1 è stato lanciato dalla Vandenberg Air Force Base con un lanciatore Thor-Agena. Nel 1969 è stato lanciato il secondo satellite, Timation-2, dallo stesso sito e col medesimo lanciatore. Ulteriori due satelliti sono stati lanciati nel 1974 e 1977, sempre da Vandenberg ma con vettori Atlas.
I risultati ottenuti con questo programma hanno posto le basi per la creazione del Sistema di posizionamento globale.